# Rajiv Gandhi Khel Ratna
Der Rajiv Gandhi Khel Ratna ist der höchste indische Nationalpreis für Sportler. Der Preis ist nach dem Premierminister Rajiv Gandhi benannt und wird vom Ministerium für Jugend und Sport (Ministry of Youth Affairs & Sports) vergeben. Er besteht aus einer Medaille, einer Urkunde und einem Preisgeld von 500.000 Rupien. Die Preisverleihung erfolgt durch den indischen Staatspräsidenten.
Der Preis wird seit 1992 vergeben und ehrt die herausragendste Leistung eines Inders oder einer indischen Mannschaft auf dem Gebiet des Sports (Disziplinen, die bei Olympischen Spielen, Asienspielen oder Commonwealth Games ausgetragen werden, sowie Billard, Snooker und Schach) in Zeitraum von April des Vorjahres bis zum März des Verleihungsjahres. Die Preisträger werden von einem vom Ministerium eingesetzten Auswahlkomitee erkoren.
Der Rajiv Gandhi Khel Ratna steht in der Rangfolge vor dem jährlich für die besten Leistungen bestimmter Disziplinen vergebenen Arjuna Award und kann einem Sportler nur ein Mal verliehen werden.

## Liste der Preisträger
| Jahr | Sportler | Sportart |
| ---- | --- | --- |
| 1992 | Viswanathan Anand | Schach |
| 1993 | Geet Sethi | Billard |
| 1994 | nicht vergeben | - |
| 1995 | Homi D. Motivala und P. K. Garg | Segeln (Mannschaft) |
| 1996 | Karnam Malleswari | Gewichtheben |
| 1997 | Leander Paes und Nameirakpam Kunjarani Devi | Tennis und Gewichtheben |
| 1998 | Sachin Tendulkar | Cricket |
| 1999 | Jyotirmoyee Sikdar | Leichtathletik |
| 2000 | Dhanraj Pillay | Hockey |
| 2001 | Pullela Gopichand | Badminton |
| 2002 | Abhinav Bindra | Sportschießen |
| 2003 | Anjali Ved Pathak Bhagwat und K. M. Beenamol | Sportschießen und Leichtathletik |
| 2004 | Anju Bobby George | Leichtathletik |
| 2005 | Rajyavardhan Singh Rathore | Sportschießen |
| 2006 | Pankaj Advani | Billard und Snooker |
| 2007 | Manavjit Singh Sandhu | Sportschießen |
| 2008 | Mahendra Singh Dhoni | Cricket |
| 2009 | Mary Kom, Vijender Singh und Sushil Kumar | Boxen und Ringen |
| 2010 | Saina Nehwal | Badminton |
| 2011 | Gagan Narang | Sportschießen |
| 2012 | Vijay Kumar und Yogeshwar Dutt | Sportschießen und Ringen |
| 2013 | Ronjan Sodhi | Sportschießen |
| 2014 | nicht vergeben | - |
| 2015 | Sania Mirza | Tennis |
| 2016 | P. V. Sindhu, Dipa Karmakar, Jitu Rai und Sakshi Malik | Badminton, Gerätturnen, Sportschießen und Ringen |
| 2017 | Devendra Jhajharia, Sardara Singh | Para-Leichtathletik, Hockey |
| 2018 | Saikhom Mirabai Chanu, Virat Kohli | Gewichtheben, Cricket |
| 2019 | Deepa Malik, Bajrang Punia | Para-Leichtathletik, Ringen |
| 2020 | Rohit Sharma, Mariyappan Thangavelu, Manika Batra, Vinesh Phogat, Rani Rampal | Cricket, Para-Leichtathletik, Tischtennis, Ringen, Feldhockey |
| 2021 | Neeraj Chopra, Ravi Kumar Dahiya, Lovlina Borgohain, P. R. Sreejesh, Avani Lekhara, Sumit Antil, Krishna Nagar, Pramod Bhagat, Manish Narwal, Mithali Raj, Sunil Chhetri, Manpreet Singh | Leichtathletik, Ringen, Boxen, Feldhockey, Para-Sportschießen, Para-Leichtathletik, Parabadminton, Parabadminton, Para-Sportschießen, Cricket, Fußball, Feldhockey |
| 2022 | Sharath Kamal | Tischtennis |
| 2023 | Chiragh Shetty u. Satwiksairaj Rankireddy | Badminton |
| 2024 | D. Gukesh, Harmanpreet Singh, Praveen Kumar, Manu Bhaker | Schach, Feldhockey, Para-Leichtathletik, Sportschießen |